# Liste der denkmalgeschützten Objekte in Olbendorf
Die Liste der denkmalgeschützten Objekte in Olbendorf enthält die denkmalgeschützten, unbeweglichen Objekte der Gemeinde Olbendorf.

## Denkmäler
| Foto |                 | Denkmal                                                           | Standort                                     | Beschreibung | Metadaten |
| ---- | --------------- | ----------------------------------------------------------------- | -------------------------------------------- | --- | --- |
| ja   | Datei hochladen | Ehem. röm. kath. Schule HERIS-ID: 31718 Objekt-ID: 28704          | Dorf 40 Standort KG: Olbendorf               | | BDA-Hist.: Q37943949 Status: Bescheid Stand der BDA-Liste: 2025-06-30 Name: Ehem. röm. kath. Schule GstNr.: 44                           |
| ja   | Datei hochladen | Hausberg Schlossriegel HERIS-ID: 31719 Objekt-ID: 28705           | Flur Forst/Haslerwald Standort KG: Olbendorf | Hier befand sich die ehemalige Burganlage aus der Zeit der Güssinger Grafen, die im Jahr 1289 geschleift wurde. Burghügel und Graben sind im Gelände erkennbar; das Modell eines Rekonstruktionsversuchs der einstigen Burg ist im Burgmuseum Güssing zu sehen. | BDA-Hist.: Q37943962 Status: Bescheid Stand der BDA-Liste: 2025-06-30 Name: Hausberg Schlossriegel GstNr.: 435, 434, 436, 437            |
| ja   | Datei hochladen | Kath. Pfarrkirche hl. Laurentius HERIS-ID: 31717 Objekt-ID: 28702 | Standort KG: Olbendorf                       | Erbaut vor 1767, als Pfarre geweiht im Jahr 1788. Hierbei handelt es sich um einen Saalbau. Vor den flach geschlossenen Chor gesetzte Westturmfassade. An der Ostseite befindet sich eine einfache Giebelfassade. Einschiffiges und dreijochiges Gebäude. Breite Platzlgewölbe zwischen Gurten auf vorspringenden Pilastern. Dreiachsige Ostempore über Platzlgewölben auf Pfeilern. Gedrückter Triumphbogen und zweijochiger, etwas eingezogener Chor mit Platzlgewölben. Der Hochaltar stammt aus dem Jahr 1770 und zeigt das Martyrium des hl. Laurentius. | BDA-Hist.: Q15124705 Status: § 2a Stand der BDA-Liste: 2025-06-30 Name: Kath. Pfarrkirche hl. Laurentius GstNr.: 1 Pfarrkirche Olbendorf |